# 当曲
当曲是长江三源之一的南源，源出唐古拉山东段霞舍日阿巴山东麓，河长360公里，流域面积30,219平方公里，根据遥感卫星探测计算以及多支探险队测量，其长度居江源诸河之冠。
河口流量220立方米／秒，水流量是沱沱河的数倍。“当曲”藏语意为“沼泽河”，源头是一条叫“多朝能”的小溪，在穿过地下水源丰富的上游沼泽地带、并有较大的支流如布曲、尕尔曲等汇入后，得到丰富的水源补给，水量迅速增大。

## 水系主要河川
以下由河口至源頭以樹狀結構列出水系主要河川，其中粗體字為主流河道：
當曲：治多縣、格爾木市唐古拉山鎮、雜多縣
- 布曲（左）：格爾木市唐古拉山鎮
  - 旦曲（右）
  - 尕尔曲（左）
- 鄂阿西貢卡曲（右）：治多縣
- 天曲（左）：雜多縣、格爾木市唐古拉山鎮
  - 切美曲（右）：雜多縣
  - 偏曲（右）：雜多縣
- 巴查錯曲（左）：雜多縣
- 木尺曲（右）：雜多縣
- 鄂阿瑪那草（左）：雜多縣
  - 确賽曲（左）
  - 郭曲（右）
  - 組曲
- 果曲（右）：雜多縣
- 查吾曲（權吾曲，左）：雜多縣
- 薩艾曲-加力曲（右）：雜多縣
- 吾欽曲（左）：雜多縣
- 擦當曲（權當曲，左）：雜多縣
- 撒當曲（左）：雜多縣
  - 繞德曲（左）
- 多仁曲（右）：雜多縣
- 筆阿能（左）：雜多縣
- 旦曲：雜多縣
  - 札西格君（右）
    - 且曲（左）
    - 若霞能

  - 日阿日能（右）
  - 多朝能

### 腳註
1. ↑  .   [2015-08-10]. （原始内容存档于2019-06-04）.
2. 1 2  .   [2019-04-06]. （原始内容存档于2019-04-06）.
3. ↑  .   [2019年4月6日]. （原始内容存档于2019年6月4日）.
4. ↑  雜多縣地圖
5. ↑  治多縣地圖
6. ↑  格爾木市地圖
7. ↑  .   [2019-04-07]. （原始内容存档于2019-04-05）.

### 其他參考資料
1. 税晓洁、茹遂初：《大江寻源》，《中国国家地理》2006年第2期，2006年2月
2. 《大江之源》[永久]，长江水利网，于2009年3月1日查阅